# Air Hitam Laut
Air Hitam Laut is een bestuurslaag in het regentschap Tanjung Jabung Timur van de provincie Jambi, Indonesië. Air Hitam Laut telt 2011 inwoners (volkstelling 2010).